# Yasutaka Tashiro
Yasutaka Tashiro (田代 恭崇, Tashiro Yasutaka, Tóquio, 7 de junho de 1974) é um ex-ciclista profissional olímpico japonês. Tashiro representou seu país durante os Jogos Olímpicos de Verão de 2004, em Atenas.